# Steven Vandeput
Pour les articles homonymes, voir Vandeputte.
Steven H.M. Vandeput, né le 30 mars 1967 à Hasselt est un homme politique belge flamand, membre de N-VA. Il est ministre fédéral de la Défense, chargé de la Fonction publique.
Avant de mener une carrière politique, il étudie le commerce et la finance à la Economische Hogeschool Limburg et est entrepreneur indépendant.

## Carrière politique
Il commence sa carrière politique en se présentant aux élections fédérales du 13 juin 2010, sur la liste N-VA à la chambre dans la province de Limbourg. Il est élu et prête serment le 6 juillet 2010.
Aux élections communales de 2012, il est élu conseilleur communal à Hasselt et siège dans l'opposition.
C'est en 2014 que sa carrière politique prend son envol, après avoir été tête de liste de la N-VA dans le Limbourg lors des élections fédérales du 25 mai 2014, il est nommé ministre fédéral de la Défense, chargé de la Fonction publique, le 11 octobre 2014 au sein du gouvernement Michel I.
Sorti vainqueur des élections communales à Hasselt le 14 octobre 2018, Steven Vandeput a indiqué qu’il quittera le gouvernement fédéral pour devenir bourgmestre. Début novembre 2018, la N-VA annonce qu’il est remplacé par son vice-président Sander Loones. En 2022, il est nommé vice-président du parti.